# 안양양지초등학교
안양양지초등학교는 대한민국 경기도 안양시에 있는 공립 초등학교이다.

## 학교 연혁
- 1988.02.06 양지초등학교 설립 인가
- 1989.03.01 18학급 개교
- 1994.10.07 시 지정 환경교육 시범학교 공개
- 1999.10.19 시 지정 현장체험학습 발표
- 2011.03.01~2012.02 도 지정 예절학습장 운영
- 2011.03.01 혁신교육지구 지정
- 2012.02.15 제22회 졸업식(3,351명)
- 2012.03.01 2012학년도 19(1)학급 편성
- 2013.03.01 2013학년도 19(1)학급 편성
- 2014.09.01 제12대 전인섭 교장 취임
- 2015.02.13 제25회 졸업식(3,614명)
- 2015.03.01 안양희망창조 학교 선정
- 2015.03.02 2014학년도 18(1)학급 편성

## 참고 자료
- 안양양지초등학교 - 한국교육학술정보원 학교알리미